# Catedral basílica Nuestra Señora del Carmen (Santiago del Estero)
La Catedral Basílica Nuestra Señora del Carmen de Santiago del Estero, o también conocida como la Catedral de Santiago del Estero, es la iglesia matriz de dicha ciudad. Este templo fue inaugurado en 1877 y es sede de la Arquidiócesis de Santiago del Estero desde 1907. Debido a su arquitectura, historia y las reliquias que posee, fue declarado Monumento Histórico Nacional en 1953, mediante el decreto n.º 13.723.

## Antecedentes

### Creación del Obispado del Tucumán
Luego de la fundación de la ciudad de Santiago del Estero en el año 1553, la misma fue incluida en la jurisdicción de la Diócesis de Charcas. Años más tarde, la ciudad contaba con una iglesia principal y se habían fundado tres conventos de las principales órdenes mendicantes: los mercedarios, franciscanos y dominicos.
Debido a la gran extensión de la Diócesis de Charcas, a la escasez de sacerdotes y a las dificultades para evangelizar dentro de la región, el rey Felipe II de España solicitó al papa Pío V la fundación de una nueva diócesis para la Gobernación del Tucumán, que había sido creada por el monarca en 1563. De esta manera, el pontífice reunió un consistorio el 10 de mayo de 1570 donde este pedido fue aprobado. Mediante la bula Super specula militantis ecclesiae, del 14 de mayo de 1570, el papa Pío V erigió e instituyó a perpetuidad el Obispado del Tucumán y su iglesia catedral con sede en la ciudad de Santiago del Estero.

(...) Nos, escuchando la súplica de nuestro carísimo hijo en Cristo, Felipe II, Rey católico de las Españas, erigimos e instituimos el predicho pueblo de Santiago del Estero, en ciudad y en ella, una iglesia catedral bajo la advocación de San Pedro y San Pablo.
SS Pío V

Desde ese entonces se llamó Iglesia Matriz Nuestra Señora del Carmen. Se trataba del primer obispado y la primera iglesia catedral de la actual Argentina.

### Primer templo
La primera catedral de Santiago del Estero, fue inaugurada el 18 de noviembre de 1578 por el primer obispo del Tucumán, Francisco de Victoria. La misma se encontraba frente a la plaza pública y era de una sola nave. Contaba con un corredor en ambos lados. Su techo era de tijerales y tenía tierra apisonada, de más de una tercia de espesor, para aguantar los vientos. La sacristía era también de tijerales y tierra. Esta tenía una mesa grande con cajonería para guardar los ornamentos. Los muros eran de adobe, que años más tarde comenzaron a deteriorarse a causa del salitre. Seis años más tarde se la consideraba indecorosa para celebrar los divinos oficios.
En 1587 este templo se encontraba en malas condiciones. Según el gobernador del Tucumán, Juan Ramírez de Velasco, la iglesia catedral era un rancho similar al resto, aunque un poco más espacioso para que pudieran entrar los fieles que asistiesen a misa. En 1597 fue sede del primer sínodo realizado en el actual territorio argentino. En 1605, el gobernador del Tucumán, Francisco de Barraza y Cárdenas, informó al rey Felipe III de España que la catedral se caía toda y que no se podía entrar en ella por las goteras y toda la madera podrida.

### Segundo templo
Al encontrarse el primer templo en ruinas, se decidió construir un segundo edificio. Las obras de la nueva catedral finalizaron en 1612. Según las descripciones, era de tres naves, poseía muchas molduras, y estaba cubierta de buena y abundante madera de cedro y nogal. Tenía también dos torres con campanarios. Era tan grande que entraba en ella todos los habitantes de la ciudad. Francisco de Salcedo, canónigo de la catedral, dijo que era muy suntuosa y no había en toda la gobernación otra iglesia igual.
La segunda catedral de Santiago del Estero sufrió un voraz incendio en la noche del 5 de julio de 1615. Quedó reducida a cenizas toda su estructura de madera y las paredes resultaron dañadas. No se pudieron salvar los objetos que estaban en su interior. Se cree que el fuego comenzó en el altar mayor, por una vela encendida que ardió.

### Tercer templo
El 18 de julio de 1615, se reunieron en la casa del entonces gobernador del Tucumán, Luis de Quiñones Osorio, los integrantes del cabildo de Santiago del Estero, los del cabildo eclesiástico, los prelados de las distintas órdenes religiosas y todas las personas preocupadas. Decidieron en esa oportunidad construir un nuevo templo. El deán Juan Ocampo Jaramillo envió sus carretas y bueyes para que durante un año recorrieran toda la región en busca de las mejores maderas para la reedificación.
La tercera catedral fue inaugurada el 30 de enero de 1617, gracias a la ayuda económica de las otras ciudades de la gobernación y del propio rey, que aportó 20000 pesos. El 29 de junio de 1621, se consagró en este templo a fray Pedro de Carranza, el primer obispo de la recién erigida Diócesis de Buenos Aires.
A lo largo del siglo XVII, este templo sufrió reiteradas inundaciones por desbordes del río Dulce. En 1628 se produjo la primera y arrasó gran parte de la ciudad; la Catedral logró salvarse en esa oportunidad. Dos años después, en 1630, se produjo otra inundación que dañó al templo. El 19 de marzo de 1663, una tercera creciente inundó toda la Catedral y la ciudad. Los vecinos tuvieron que trasladar los altares, las alhajas y ornamentos a la casa del tesorero de la iglesia. Finalmente en 1670, una gran creciente se llevó la mitad del templo, dejando todas las paredes abiertas y el techo, tirantes y tijerales sin sostenes.

### Cuarto templo
Luego de estar varios años en ruinas el tercer templo, el 17 de noviembre de 1677 se colocó la piedra fundamental de lo que sería el cuarto edificio de la iglesia catedral. Estuvieron presentes en el acto el gobernador del Tucumán, José de Garro, el arcediano Tomás de Figueroa, todos los miembros del cabildo santiagueño, el cabildo eclesiástico y los vecinos. Se eligió un lugar más apropiado para construirla, a unas dos cuadras más al oeste y en un sitio más alto con relación al río, donde hoy se encuentra la actual catedral, frente a la plaza principal.

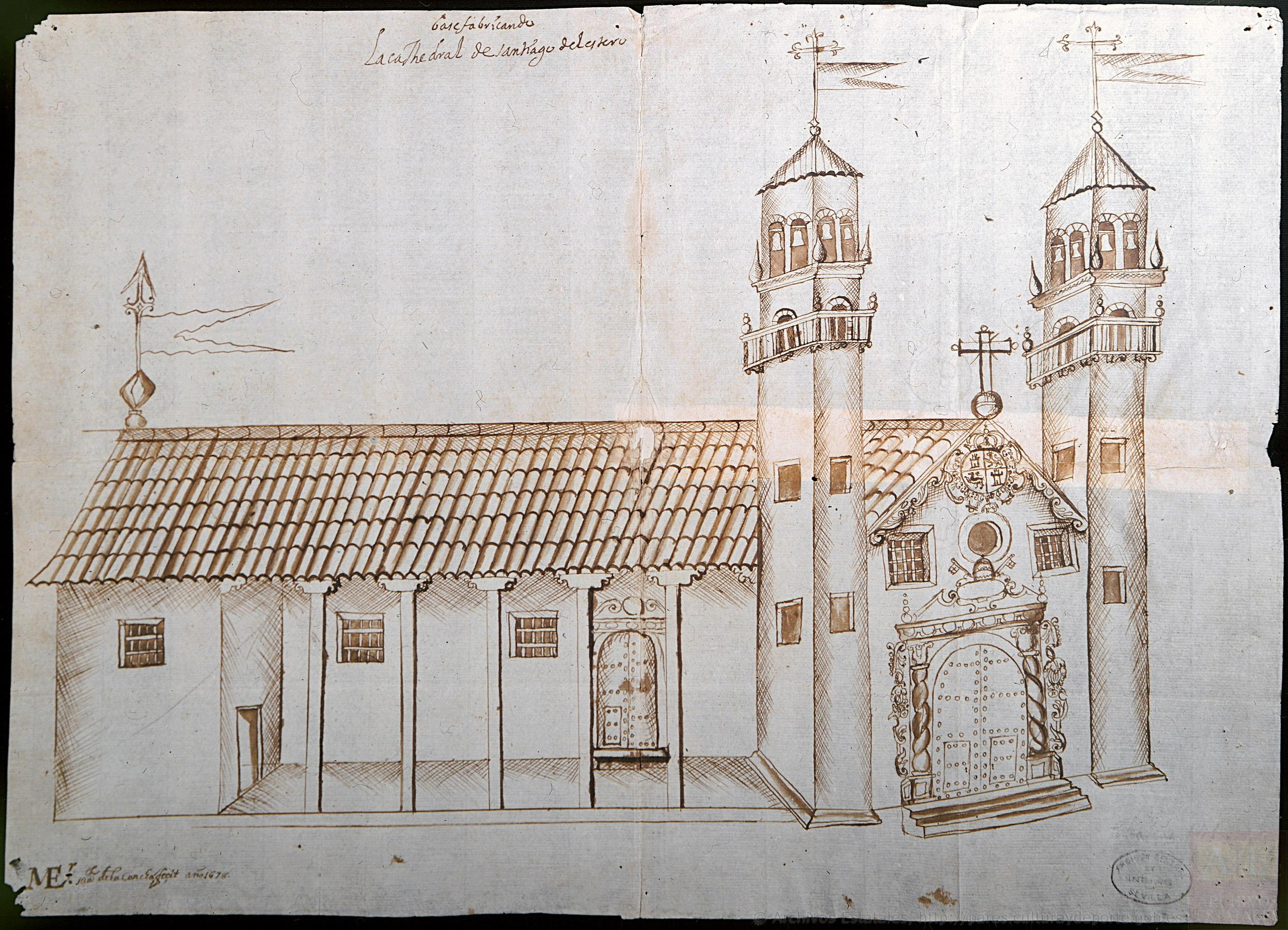
Vista de la portada y la fachada Norte de la catedral de Santiago del Estero por el arquitecto Melchor Suárez de la Concha. Año de 1678.Archivo General de Indias

Melchor Suárez de la Concha fue el encargado de construirla. El gobernador del Tucumán, Juan Diez de Andino, contribuyó con gente y recursos. Para el mes de enero de 1681, la Catedral tenía ya las paredes levantadas. Un incendio de las maderas que se iban a utilizar en los techos produjo un retraso de la obra. El sacerdote Tomás de Figueroa, se internó en el monte con carretas y bueyes hasta 30 leguas para buscar maderas. Sin embargo, la obra se vio paralizada en 1682 por el fallecimiento de Figueroa y debido a que se terminaron los dineros provenientes de las testamentarias de los obispos Melchor Maldonado y Saavedra y Nicolás de Ulloa.
Gracias a la intervención y colaboración de Francisco de Luna y Cárdenas y de su esposa Lorenza de Argañarás y Murguía, se pudo concluir su construcción. En 1686, el gobernador del Tucumán, Tomás Félix de Argandoña, tomó la decisión de reforzar la obra con 90 obreros y todos los días asistió personalmente para supervisar y dirigir los trabajos. Además, obsequió joyas para su ornamentación.
El cuarto templo quedó inaugurado el 27 de octubre de 1686. Esta catedral era muy buena, ancha y fuerte. Su arquitectura tenía influencias del barroco y rococó, con dos columnas salomónicas flanqueando el porche, dos campanarios a sus lados, afilados y cuadrilongos. Estaba cubierta de tejas en el alero, que cobijaba la cartela y varios pilares menores de madera. Según algunos testimonios, era digna de servir en Sevilla. Tenía 57 varas de largo y seis capillas en su interior.

### Traslado del Obispado a Córdoba
Desde mediados del siglo XVII llegaron informes al virrey del Perú, a la Real Audiencia de Charcas y al rey pidiendo el traslado del obispado y la catedral a otra ciudad. Estos pedidos se basaban en las reiteradas inundaciones que dejaron en ruinas toda la ciudad de Santiago del Estero y la gran pobreza que había en ella.
Fue por ese motivo que el 15 de octubre de 1696, el rey Carlos II de España ordenó por real cédula el traslado de la iglesia catedral hacia la ciudad de Córdoba. Al año siguiente, el papa Inocencio XII autorizó dicho traslado y la orden fue ejecutada por el obispo Manuel Mercadillo el 24 de junio de 1699. El edificio de la catedral fue despojado de todos los libros, alhajas, ornamentos, campanas y adornos de los altares. Se llevaron preciados objetos que habían sido donados por muchas generaciones de ciudadanos santiagueños, gobernadores, obispos, funcionarios civiles y eclesiásticos. Todo eso pertenecía a los santiagueños, quienes elevaron una queja argumentando que más había sido un robo y no una ejecución del mandato real.
Este templo quedó despojado de la cátedra del obispo y pasó a ser solo una iglesia matriz. El edificio quedó olvidado, en ruinas y a punto de derrumbarse. Fue restaurado en 1715 y 1747. El 4 de julio de 1817 un terremoto causó la destrucción del ala norte. Dos años después se derrumbó el techo y quedó hecho escombros; no fue reconstruido. A partir de 1823, el templo de nuestra Señora de la Merced cumplió la función de iglesia matriz.

## Templo actual

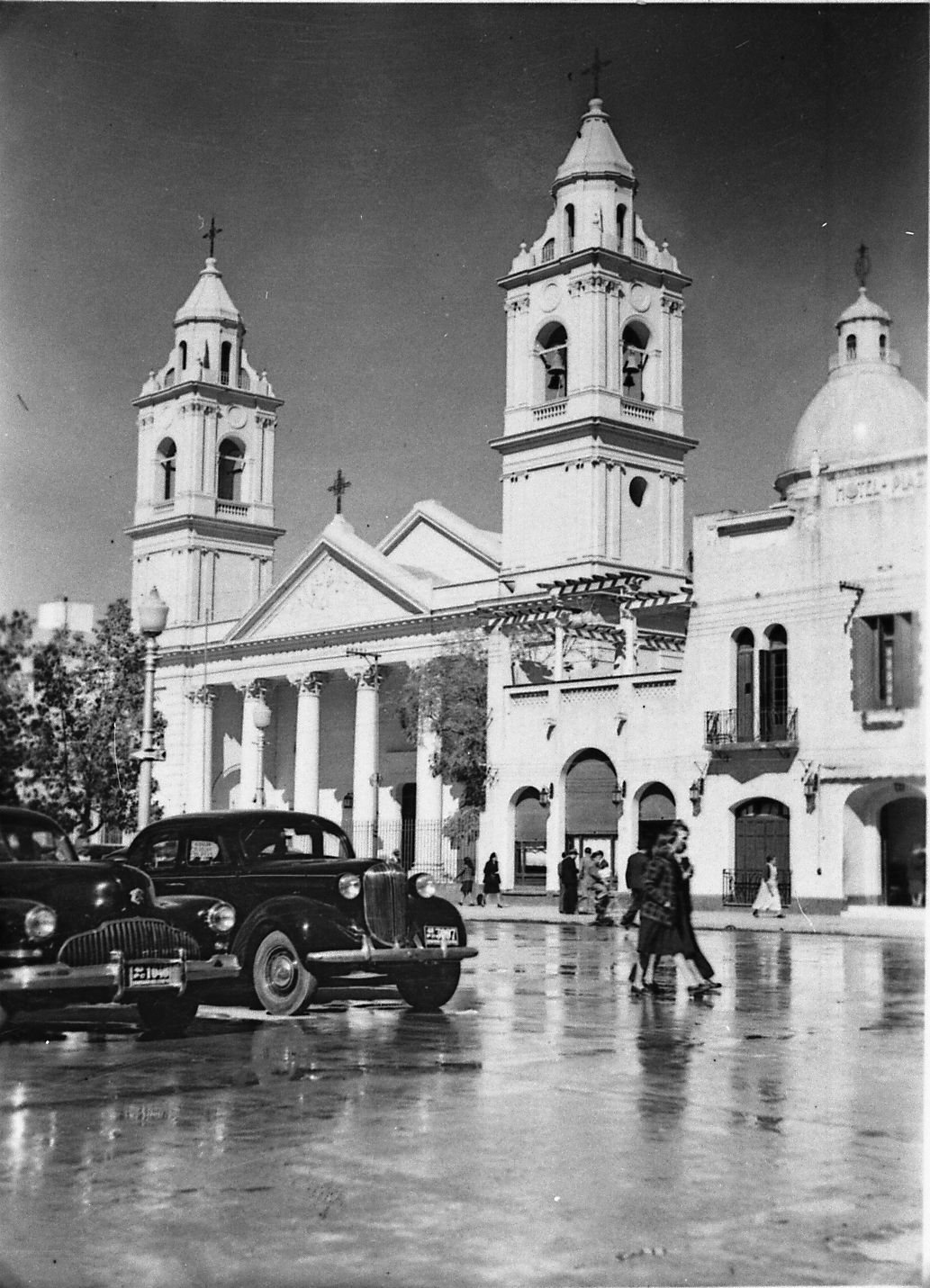
Catedral de Santiago del Estero en los años 1940.

### Construcción
A mediados del siglo XIX, existía un anhelo oficial y popular para construir una nueva iglesia matriz. El gobernador de Santiago del Estero, Manuel Taboada, haciéndose eco de esta inquietud colectiva, gestionó la edificación del quinto templo.
Para recolectar los fondos para la obra, el poder ejecutivo provincial formó una comisión especial el 21 de octubre de 1864, bajo la dirección del presbítero José Baltasar Olaechea. Sin embargo, los aportes solidarios fueron insuficientes para una obra de tal magnitud, y finalmente el gobierno provincial debió hacerse cargo exclusivamente de la misma. Esta decisión se concretó el 19 de mayo de 1868, cuando el ministro de gobierno, Luciano Gorostiaga, firmó el contrato para la construcción de la iglesia matriz, por 148 000 pesos bolivianos, con la empresa constructora Cánepa y Compañía, de Agustín y Nicolás Cánepa.
El 26 de agosto de 1868, el gobernador Manuel Taboada colocó la piedra fundamental del quinto templo. En esta ceremonia participó el obispo de Salta, fray Buenaventura Rizo Patrón, y el acta fue firmada por el presbítero Olaechea. Fue emplazada en el mismo sitio donde se encontraba la anterior.
La realidad económica y social santiagueña y del país entero descontinuaron esta obra. La magnitud del monto también imposibilitó a la provincia de efectuar muchos pagos a término. La conclusión de la catedral se vio demorada y obligó al gobierno a otorgar cientos de leguas de tierras fiscales en compensación a la empresa Cánepa.
En 1876, el explorador irlandés, Thomas Joseph Hutchinson, visitó la ciudad de Santiago del Estero. Detalló la construcción de la catedral de la siguiente manera:

Un joven italiano me habló del magnífico templo que acababan de construir los señores Cánepa. Ha habido una inteligencia perseverante que ha presidido su ejecución: las maderas vienen de las selvas de Tucumán, los mármoles del Mediterráneo, las cales del poniente de la provincia y los artistas mismos son europeos. Sobre el costado de la plaza principal se levanta la Iglesia Matriz que vistamos, ofreciendo un conjunto de majestad y grandeza que recuerda los templos de Europa. Se me ha asegurado que han invertido ocho años en esta soberbia construcción, sin duda la más hermosa del interior.
Thomas Joseph Hutchinson

Luego de nueve años de construcción, el quinto templo fue inaugurado el 13 de enero de 1877. El 25 de marzo de 1907, el papa Pío X erigió la Diócesis de Santiago del Estero, mediante la bula Ea est in quibusdam. En consecuencia, esta iglesia matriz fue establecida como catedral y sede de la diócesis. El primer obispo designado fue Juan Martín Yañiz y Paz.
El 28 de julio de 1953 la catedral fue declarada Monumento Histórico Nacional mediante el decreto n.º 13.723. El 20 de enero de 1971, el papa Pablo VI le dio el grado de basílica menor.. El 7 de septiembre del 2024 al trasladarse la Sede Primada a la Arquidiócesis  de Santiago del Estero, se transformó en la Catedral Metropolitana de la Iglesia Católica de Argentina

### Características

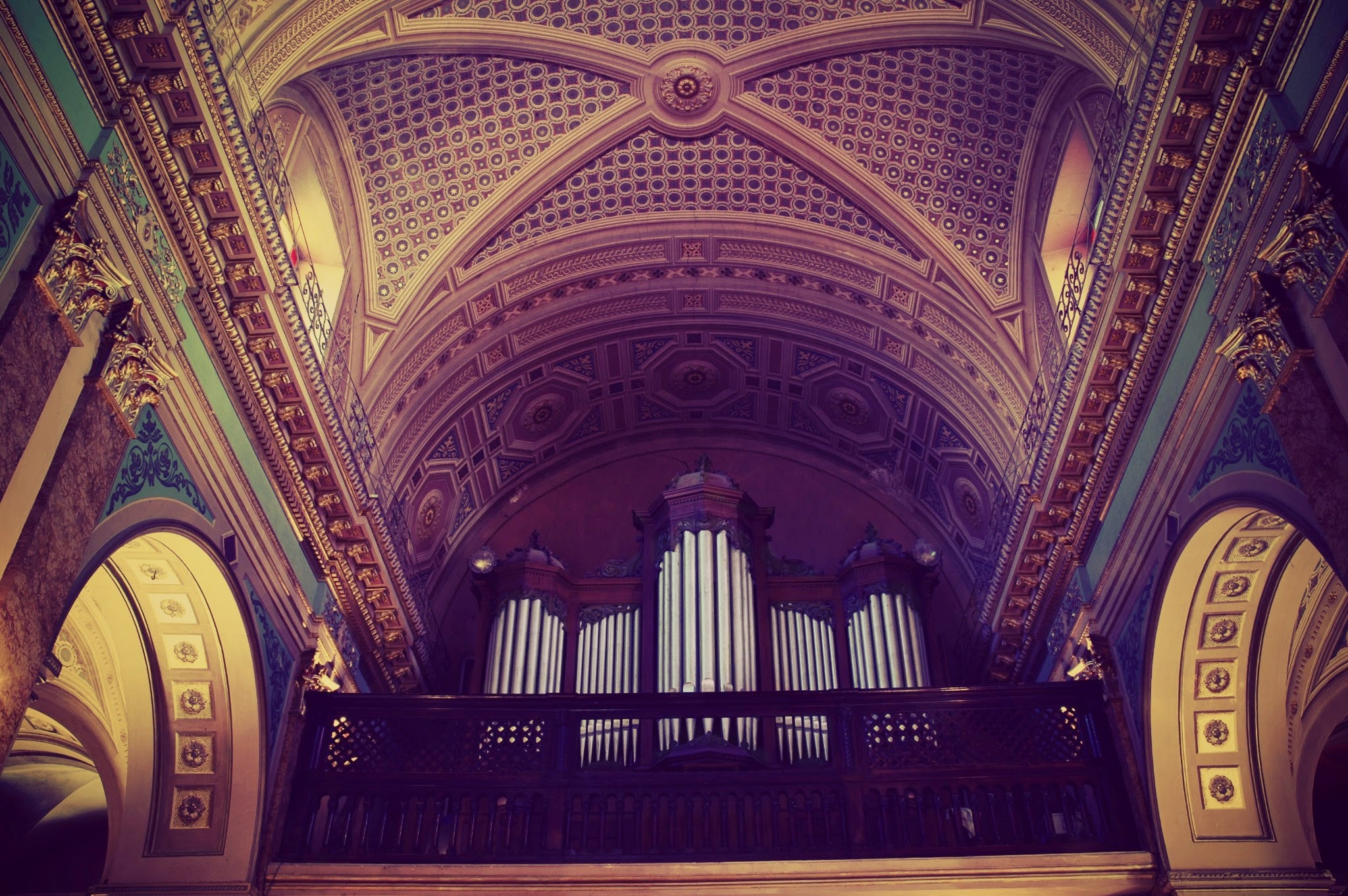
Órgano y bóveda central de la catedral de Santiago del Estero.

Este templo presenta estilo arquitectónico neoclásico, con superposición de órdenes. Su fachada tiene un pórtico con seis columnas y sus respectivos capiteles de orden corintio. Cuenta con dos torres campanario de 50 metros de altura. El frontis es triangular y posee un bajorrelieve que muestra en una escena a Jesucristo enviando a sus apóstoles a evangelizar. En la base del mismo se encuentra la inscripción “Instruid a todas las Naciones”.
El edificio posee tres naves, una central y dos laterales. Tiene forma de cruz latina y la nave central finaliza en el altar mayor y el retablo. En la intersección de la cruz latina se encuentra la cúpula, que es octogonal. La misma se encuentra revestida con azulejos Pas de Calais de origen francés del siglo XIX, pintados a mano.
Las naves laterales cuentan con cuatro altares cada una, con imágenes y ornamentos litúrgicos. Están decoradas con arcos, bóvedas y columnas que las sostienen. En el ingreso a la nave izquierda se encuentra el bautisterio y al final la capilla del Santísimo, con un Cristo denominado “El Señor de la Salud”, que pertenecía a la familia de Andrés Chazarreta. Su altar se encuentra adornado con ónix verde y columnas salomónicas.
El órgano data de 1931; es de origen alemán (E.F. Walcker & Cie), con sistema de transmisión neumática, extensión de dos manuales de 58 notas (Do1 a La5) y una pedalera de 30 notas (Do1 a Fa3). Fue instalado bajo el gobierno de la diócesis de monseñor Audino Rodríguez y Olmos, segundo obispo de la restauración.

### Atrio
Hacia la derecha del atrio, se encuentra un altar exterior con las imágenes de San Francisco Solano, evangelizador del Tucumán, y de Santiago Apóstol, patrono de la provincia de Santiago del Estero. Entre ambas imágenes, se colocó en 1983 una réplica de la cruz que tuvo la primera catedral de América, conocida como “Cruz de la evangelización”. En el sector izquierdo del atrio se emplazó en 1989 un busto del presbítero Pedro Francisco de Uriarte. Antes del ingreso al templo, se colocó en el sector derecho una escultura de la santa María Antonia de Paz y Figueroa ("Mama Antula"). Tanto en el atrio como en el interior también se encuentran una serie de placas, que conmemoran acontecimientos históricos y religiosos.

### Reliquias
Entre sus reliquias, el templo conserva imágenes de diversa antigüedad y calidad artesanal. Cuenta con réplicas de la Virgen del Pilar, Nuestra Señora del Carmen, Nuestra Señora de la Consolación de Sumampa, el Cristo del Perdón, el Señor de la Paciencia, la Virgen Dolorosa, San Juan y Santiago Apóstol. También están las réplicas de Nuestro Señor de los Milagros de Mailín, la Cruz de Matará, Nuestra Señora de Loreto y otros a los que el pueblo santiagueño profesa una gran devoción.
La imagen de la Virgen del Carmen, que preside el altar mayor, fue donada por Luis Frías en 1942. Es originaria de Lima, Perú. Luce caravanas de oro y un prendedor que perteneció a Lorenza Urrejola de Frías. En 1946, año del centenario de la Cofradía de Nuestra Señora del Carmen, el gobernador de Santiago del Estero, Aristóbulo Mittelbach, donó a la imagen una banda y faja de generala del Ejército Argentino. En 1950, el gobernador Carlos Juárez depositó en sus manos un bastón de mando (madera de itín, con un mango y puntera de plata labrada, con piedras preciosas engarzadas en oro). Fue un obsequio del presbítero Ángel Agrelo.
La imagen de Santiago Apóstol fue donación de la familia Borges y la réplica de la Virgen de Sumampa fue una donación de Gaspar Taboada. En la catedral se conservan los restos de Juan Francisco Borges y Antonino Taboada. También descansan los restos de los obispos Yañiz, Weimann y Sueldo.

### Restauraciones
En 1994 y con motivo del IX Congreso Eucarístico Nacional, cinco artistas plásticos de reconocida trayectoria fueron los encargados de la restauración general de la catedral basílica. Ellos fueron: Mario Martínez, Alejandro Díaz, Ricardo Touriño, Adriana Ramos Taboada y Rodolfo Soria, con el apoyo técnico del arquitecto Oscar Luna.
En 1999 comenzó la obra de restauración integral de la catedral. El trabajo se realizó en tres etapas: en la primera se realizaron trabajos en columnas y pilastras; la segunda consistió en trabajos de restauración de arcos y bóvedas; la tercera se centró en la cúpula.

### Sede primada de Argentina
El 22 de julio de 2024 mediante una bula expedida por el Papa Francisco, la diócesis de Santiago del Estero fue elevada a Arquidiócesis.También decidió el traslado de la Sede Primacial desde Buenos Aires a Santiago del Estero, ejecutada el 7 de septiembre de 2024. La decisión estuvo basada en el hecho que en 1570 el papa Pío V creó el primer Obispado  en al actual territorio Argentino con sede en la ciudad de Santiago del Estero, "Madre de Ciudades" y "Madre de Diócesis" la que se denominó Obispado del Tucumán en lo que era el Virreinato del Perú y que comprendía las actuales provincias argentinas  de Cuyo, Córdoba, La Rioja, Catamarca, Tucumán, Santiago del Estero, Salta , Jujuy y lo que es hoy el departamento boliviano de Tarija . Vicente Bokalic Iglic, quién se desempeñaba como obispo de Santiago del Estero, pasó a ser el primer Arzobispo.y Cardenal Primado de la Iglesia Católica de Argentina